# Anthroposophie
L'anthroposophie est un courant pseudoscientifique et ésotérique s'appuyant sur les pensées et écrits de l'occultiste autrichien Rudolf Steiner, réalisés après qu'il a quitté la Société théosophique en 1913. Sa doctrine syncrétique mélange diverses notions empruntées aux religions indiennes et au théosophisme (telles que les concepts de karma et de réincarnation), au christianisme et plus récemment au mouvement New Age. Le mouvement est dirigé par la Société anthroposophique universelle, institution installée dans le Goetheanum à Dornach, en Suisse.
Principalement issus de son intuition, les préceptes de Steiner s'appliquent à un champ élargi de domaines, dont la santé humaine à travers la médecine anthroposophique, l'agriculture à travers la biodynamie, la pédagogie à travers la pédagogie Steiner-Waldorf, la finance durable (Triodos Bank, GLS Bank et La Nef (entreprise), fondées par des anthroposophes, et encore gérées comme telles selon un ancien directeur de Triodos en 2018), les cosmétiques biologiques et les médicaments anthroposophiques (laboratoires Weleda, détenus à 33,5 % par la Société anthroposophique universelle et la clinique anthroposophique d’Arlesheim).
Selon la Miviludes et l'Unadfi, l'anthroposophie est un « mouvement philosophico-religieux » qui présente un risque de dérive sectaire. Le rapport parlementaire de 1999 Les sectes et l'argent qualifie l'anthroposophie de « mouvement sectaire important ». Ces classifications, contestées par les institutions anthroposophes, ont fait l'objet d'une procédure judiciaire pour diffamation, qui n'a pas abouti à condamnation. Ce mouvement est toujours cité dans le rapport d'activité de la Miviludes en 2024. En 2017, celle-ci estimait le nombre d'adeptes de l'anthroposophie à plusieurs milliers en France.
Les applications de l’anthroposophie dans les domaines de la médecine, la biologie, l’agriculture et l’éducation, sont considérées par les communautés scientifiques comme pseudo-scientifiques.

## Origine de l'anthroposophie

### Étymologie et usages antérieurs
Le terme « anthroposophie » provient du grec ancien : ἄνθρωπος (ánthrōpos), « être humain », et σοφία (sophíā), « sagesse », littéralement « la sagesse humaine ».
Le terme est utilisé à de multiples reprises avant d'être adopté par le mouvement du même nom.
- En 1804, Schelling écrit que « la construction de l’organisme humain, vu comme pure image de la pure identité, serait l’objet d’une science propre, qui n’existe pas encore, et qui devrait s’appeler « anthroposophie », quelque chose de tout différent de ce qu’on a jusqu’à ce jour appelé anthropologie. »[2].
- Le fils du philosophe Johann Gottlieb Fichte, Immanuel Hermann Fichte, écrit dans son Anthropologie : « Le but final de l’anthropologie est une soi-connaissance fondamentale de l’être humain, qui repose uniquement dans la reconnaissance complète de l’esprit. Elle s’élève ainsi à une anthroposophie. »[3].
- En 1872, Gideon Spicker mentionne lui aussi l'« anthroposophie » : « Si nous avons affaire, dans la science, à la connaissance des choses, la philosophie s’occupe au contraire de la connaissance de cette connaissance, et c’est ainsi que l’être humain étudie l’être humain lui-même et que le but le plus élevé de la philosophie est la connaissance de soi ou anthroposophie. »[4].
- Le terme d'« anthroposophie » peut aussi être retrouvé, plus tôt encore, dans le livre de Thomas Vaughan Anthroposophia Theomagica, et signifie « la sagesse appliquée à l'Homme »[5].

Rudolf Steiner, le fondateur du mouvement anthroposophique,, revendique un autre sens à ce terme : « L’interprétation correcte du mot « anthroposophie » n’est pas « sagesse de l’être humain » mais « conscience de son humanité », c’est-à-dire : développer sa volonté, lier connaissance et expérience, vivre le destin de son temps afin de donner à son âme une orientation de conscience, une Sophia. ».

### Histoire

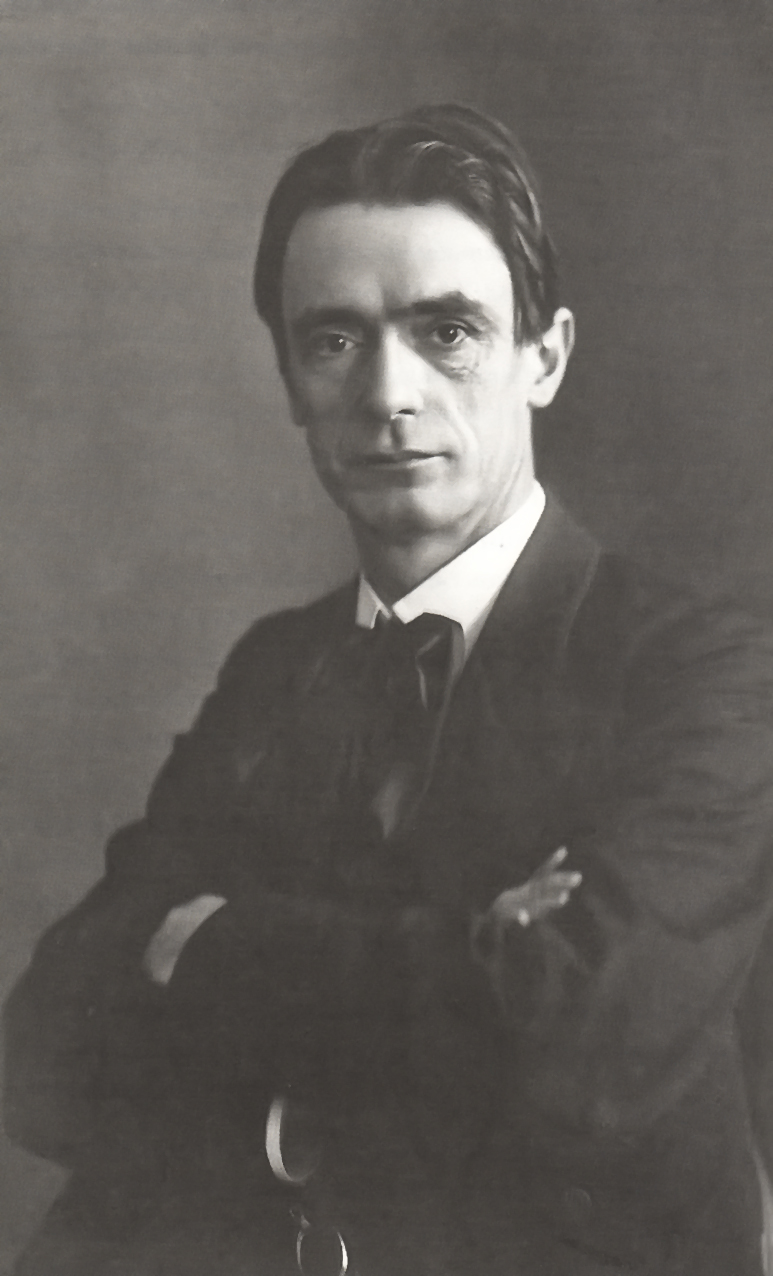
Rudolf Steiner, occultiste fondateur de l'anthroposophie.

Les origines de l'anthroposophie sont à retrouver dans la branche ésotérique du romantisme allemand.[réf. nécessaire] Le journaliste Jean-Baptiste Malet décrit ainsi le terreau qui vit croître ce mouvement : « À la fin du XIXe siècle en Allemagne, des prédicateurs ravivent un passé germanique mythifié, fustigent le progrès technique et scientifique, les villes et les Lumières. Ils exaltent la nature et les racines médiévales d'un Volk (« peuple ») organique, rural et immuable ». Cependant, l'article consacré à l'anthroposophie du journal scientifique History of European Ideas considère que Steiner « a passé sa vie à exposer les manquements logiques du mysticisme, les dangers et les insuffisances inhérents au positivisme et la menace d'un abîme intellectuel du néo-kantisme. Cette confrontation systématique et sans compromis avec les idées et paradigmes dominants distingue clairement Steiner des autres penseurs ésotériques » et qu'il ne cherchait pas à « remplacer » les traditions philosophiques occidentales, mais plutôt à les « transcender », en dénonçant tout autant les dérives du réductionnisme que celles du mysticisme, et en préservant « la tradition des procédures discursives rationnelles et logiques. »
Sur le territoire multiculturel qu'était l'empire austro-hongrois à l'époque, c'est dans une ambiance empreinte de spiritualisme goethéen, de néo-paganisme et de pangermanisme, que Steiner fait sa première expérience journalistique dans les colonnes du journal viennois Deutsche Wochenschrift, sous-titré « Organe pour les intérêts nationaux du peuple allemand », dont il se chargera de la rédaction pendant six mois, de janvier à juin 1888. Durant la décennie qui suit, il écrit dans divers journaux, notamment pour le Literarischer Merkur ou le Magazin für Literatur. En 1897, il quitte Weimar, la ville de Goethe, et tentera l'aventure berlinoise pour reprendre la direction du Magazin für Litteratur, se rapprochant du courant anarchiste et de cercles artistiques. Les articles publiés durant ces années s'étendent du commentaire politique à la critique littéraire en passant par les nombreuses critiques de théâtre ainsi que des essais de nature philosophique, qui peuvent être intégrés au reste de ses publications philosophiques de jeunesse,,,. Après avoir intégré la Société théosophique en devenant dirigeant de sa section allemande, il créera et portera le journal Luzifer-Gnosis, qui sera le premier organe de presse où il diffusera sa pensée ésotérique et ses conceptions spirituelles. À la fin de sa vie, après la création du Goetheanum en Suisse, il créera avec l'écrivain suisse Albert Steffen, le journal Das Goetheanum, sous-titré « hebdomadaire pour l'anthroposophie », qui existe encore aujourd'hui.
La source documentaire principale concernant l'enfance de Steiner est son ouvrage Mon chemin de vie, traduit en français par Autobiographie. Cet ouvrage, composé à la fin de sa vie entre décembre 1923 et mars 1925, met l'accent sur le cheminement intérieur qui l'a conduit à développer l'anthroposophie. Rudolf Steiner aurait eu ses premières expériences spirituelles dès l'âge de sept ans. Très tôt il s'intéressera à la philosophie, et étudie en particulier Kant. À l'âge de 21 ans, en 1882, soutenu par son professeur Karl Julius Schröer, il est chargé de l'édition des œuvres scientifiques de Goethe, en particulier la Métamorphose des plantes et le Traité des couleurs. Il interprétera Goethe en y voyant les amorces d'une science des phénomènes vivants, puis des phénomènes de l'esprit et c'est à partir de ces bases qu'il développera l'anthroposophie.

#### La phase philosophique
La première phase de développement de l'anthroposophie est donc d'abord philosophique. Rudolf Steiner édite les œuvres scientifiques de Goethe, mais aussi Jean Paul et Schopenhauer. Durant cette période, il se préparera à éditer les œuvres de Nietzsche, après l'avoir rencontré peu de temps avant sa mort, et se plonge dans son œuvre. Le projet échouera par suite de désaccords avec la sœur du défunt, mais il en résultera un livre de Steiner sur le philosophe. Les ouvrages où Steiner se consacre spécifiquement aux bases philosophiques de sa théorie de la connaissance sont : Une théorie de la connaissance chez Goethe, Vérité et science, Goethe et sa conception du monde, et son ouvrage principal : La Philosophie de la liberté.

#### La phase théosophique
Lorsque Rudolf Steiner intégrera la Société théosophique, il commencera à développer sa conception spiritualiste dans les directions les plus diverses, mais toujours en lien avec des questionnements spirituels : la mystique allemande, le christianisme, les grands textes de la tradition spirituelle de l'humanité. Il publie ainsi des articles sur la méditation et le développement de facultés de perception spirituelle qui seront réunis dans le livre traduit en français sous le titre L'Initiation. Il publie des ouvrages sur les origines du christianisme et sa manière de le comprendre, mais il reprend aussi toute une terminologie indienne lorsqu'il expose sa théorie des différents corps subtils de l'être humain (il parle alors de Manas, Buddhi, Atma) et aborde aussi la question du destin (Karma) et de la réincarnation. Il publiera des articles où il expose ce qu'il dit être ses visions de temps passés de l'humanité. Il y décrit par exemple ce qu'il considère comme des civilisations antérieures de l'humanité comme l'Atlantide ou la Lémurie et qu'il aurait pu contempler par sa vision intérieure. Cette phase théosophique de l'anthroposophie culmine dans l'ouvrage La Science de l'occulte publié en 1910, où il expose en détail sa vision du développement de l'univers. Ces descriptions posent le problème de n'être issues que de ce qu'il dit être sa vision intérieure.

#### La phase anthroposophique
La phase anthroposophique proprement dite commence alors que Rudolf Steiner quitte la Société théosophique. Il rédige alors un ouvrage dont la teneur change considérablement d'approche. Le livre ne sera jamais achevé et devait être intitulé Anthroposophie. Il sera publié sous sa forme incomplète sous le titre Anthroposophie, un fragment. Ce livre, qu'il commence à rédiger en 1910, propose une approche bien différente de celle présentée dans le cadre théosophique, puisque Steiner souhaite partir des organes sensoriels de l'être humain, de la réalité perceptible par les sens, pour ensuite aller vers la dimension spirituelle qu'il y a derrière. De manière générale, cette phase proprement anthroposophique chez Steiner est marquée par la volonté de travailler dans le monde matériel. De 1910 jusqu'à la fin de sa vie, Steiner ne cessera de lancer, souvent à la demande de personnes qui l'entouraient, de nouveaux projets.
Tout d'abord de l'art, du théâtre, puis la construction d'un bâtiment monumental qui deviendra le Goetheanum. Ainsi, l'anthroposophie se manifeste dans des travaux visibles, des « mises en pratique ». Cela continue à travers les conceptions de Steiner concernant l'organisme social, qu'il commence à développer en 1917, en Allemagne, alors que la guerre tardait à prendre fin. Puis immédiatement après, la pédagogie qui se réalisera à travers l'école pilote pour les enfants de l'usine Waldorf-Astoria. Pour former les professeurs chargés d'enseigner dans cette école il écrit un cours, publié sous le titre La nature humaine, qui peut être considéré comme une expression assez complète de l'anthroposophie de Rudolf Steiner à l'époque. Puis viendront les projets de groupes de médecins pour créer une médecine anthroposophique, des projets d'entreprises, d'organismes bancaires, de pharmacopée. À la demande de prêtres[réf. nécessaire], des cours sur la religion seront donnés, qui conduiront à fonder une petite église d'inspiration chrétienne, La communauté des chrétiens, et les demandes des agriculteurs conduiront à créer l'agriculture appelée aujourd'hui « biodynamique ». Toutes ces approches pratiques se sont développées jusqu'à aujourd'hui mais font l'objet de nombreuses controverses, notamment sur le caractère vérifiable et scientifique de leurs méthodes et de leurs résultats, Steiner n'ayant jamais reçu la moindre formation dans aucun de ces domaines, et ne se fondant que sur son « intuition », souvent au mépris des connaissances scientifiques. Malgré ces critiques, plusieurs de ces pratiques se sont développées jusqu'à aujourd'hui dans le monde entier, comme la pédagogie Steiner-Waldorf, qui possède plusieurs établissements sur tous les continents et jouit dans quelques pays d'un certain succès, surtout dans les pays d'Europe centrale et du nord où elle est assez répandue,, quoique très critiquée. L'agriculture biodynamique s'est elle aussi développée, malgré l'absence de preuve d'une quelconque efficacité.

#### Approche scientifique de l'évolution de l'anthroposophie
Selon le Centre de ressources et d’observation de l’innovation religieuse (CROIR) de l’université Laval, le développement historique de l’anthroposophie suit quatre phases :
1. 1902-1909 : Naissance de la « science de l'esprit ». Steiner élabore l'idée selon laquelle, par une clairvoyance exacte qu'il dit posséder, il lui serait possible d'accéder à une « science de l'esprit », supérieure selon lui à la science matérialiste ;
2. 1910-1913 : Construction du Goetheanum et détachement de la théosophie. « La tentative d’Annie Besant, alors directrice de la branche orientale de la Société de théosophie, de faire passer Krishnamurti pour la réincarnation du Christ aura été la goutte qui a fait déborder le vase et qui déclencha le processus de séparation »[31] ;
3. 1919-1923 : Émergence des institutions anthroposophiques axées sur les diverses applications pratiques de l’anthroposophie, afin de « spiritualiser » la pensée scientifique ;
4. À partir de 1924 : Le mouvement devient mondial, à la suite de la fondation de la Société anthroposophique universelle.

Rudolf Steiner et ses disciples tenteront de diffuser l'anthroposophie sous toutes sortes de sphères de la vie sociale : 

« En tant que fondateur charismatique d'une communauté idéologique entièrement axée sur lui, Steiner développe au cours des vingt dernières années de sa vie, dans d'innombrables cours et conférences donnés dans toute l'Europe, un programme de réforme spirituelle dans les domaines de l'art, de l'éducation, de la politique et de l'économie, de la médecine, de l'agriculture et de la religion chrétienne. »

## Steiner et Goethe
De ses premières publications de jeunesse, en passant par différentes étapes importantes de son œuvre, en particulier son interprétation ésotérique et théâtrale du Conte du serpent vert et du Faust, jusqu'à la construction du Goetheanum qui porte son nom, une grande partie de la vie intellectuelle de Steiner se joue en interaction avec l'œuvre et la personnalité de Johann Wolfgang von Goethe.

### Première édition des œuvres scientifiques de Goethe
Dès 1883, après trois années d'étude à la Technische Hochschule de Vienne et à la suite de la recommandation de son professeur de littérature Karl Julius Schröer, Steiner travaille à la première édition critique des œuvres scientifiques de Goethe qui paraissent introduites et accompagnées de ses commentaires dans la collection «Deutsche National-Litteratur, historisch kritische Ausgabe» que dirige Joseph Kürschner,. L'ensemble comprendra 5 volumes (versions originales consultables en ligne),,,,. La question de la valeur scientifique de ces travaux de Goethe faisait à l'époque déjà débat et Steiner voulait montrer que Goethe avait posé les bases d'une science du vivant (organique), tandis que les méthodes de la science conventionnelle ne pouvaient étudier de manière appropriée que les phénomènes non-vivant (inorganique). C'est dans le concept d'organisme tel que Goethe l'avait appréhendé que Steiner voyait l'apport central et novateur de sa démarche. Dans l'introduction au premier volume, Steiner décrit ainsi ce qui lui semble important: « La science antérieure à lui [NdT. à Goethe], qui ne connaissait pas encore l'essence des manifestations du vivant et n'étudiait les organismes que comme une somme d'éléments séparés, d'après leurs caractéristiques extérieures, comme on le fait pour les objets inorganiques, a souvent été conduite, par ce chemin, à mal interpréter les détails particuliers, à les considérer sous un mauvais éclairage. On ne peut évidemment pas reconnaitre de telles erreurs en s'en tenant aux éléments particuliers. On ne s'en aperçoit que lorsque nous comprenons l'organisme, car les éléments particuliers en soi, considérés séparément les uns des autres, ne portent pas en eux le principe qui les explique. Ils ne peuvent s'expliquer que par la nature de l'ensemble, car c'est l'ensemble [NdT. das Ganze], qui leur donne leur essence et leur signification. »
C'est ainsi que Goethe disait avoir découvert la « plante archétype » (Urpflanze (de)), réalité qu'il considère à la fois comme sensible et suprasensible, et qualifie de ce fait de sensible-suprasensible, comme il l'écrit dans « La Métamorphose des plantes » : « Concernant la manière de la réunir en un seul concept, il me devient peu à peu clair que cette conception pouvait être animée à un niveau encore supérieur: une exigence qui se présentait à moi sous la forme sensible d'une plante primordiale (Urpflanze) suprasensible. Je parcourais toutes les formes comme elles se présentaient à moi dans leurs métamorphoses, et c'est ainsi qu'arrivé au dernier objectif de mon voyage en Sicile m'apparut parfaitement l'identité originelle de toutes les parties de la plante, et je cherchais dorénavant à les retrouver partout et à en prendre à nouveau conscience. » La question de la valeur des travaux scientifiques de Goethe ainsi que leur continuité est aujourd'hui encore discutée, par exemple dans les domaines de la morphologie, de la biologie, de l'histoire des sciences, la philosophie et l'art. Pour Steiner, ces travaux de Goethe ouvraient la voie vers une nouvelle forme de connaissance.

### Théorie de la connaissance goethéenne
C'est durant cette période, alors qu'il publie les œuvres scientifiques de Goethe, que Steiner va rédiger son premier livre. Il souhaite publier une synthèse de l'épistémologie (ou théorie de la connaissance) de Goethe.
Cette conception est aussi qualifiée d'« empirisme rationnel » (Schiller), d'« idéalisme empirique » (Steiner) ou de « méthode phénoménologique rationnelle » (Kolisko). Le Pr Heusser définit ainsi cette approche en la recoupant avec le concept d'émergence : « L'anthropologie basée sur la phénoménologie empirique, telle que définie par Goethe, Troxler, Franz Brentano, Steiner, Max Scheler, Nicolai Hartmann, Helmut Plessner, Gerhard Danzer et autres, reconnaît les phénomènes empiriques émergents du corps, de la vie, de l'âme et de l'esprit comme étant ontologiquement indépendants et reconnaît en eux l'action des lois propres à chacun. L'anthroposophie examine empiriquement l'action de ces lois et, ce faisant, parvient — tout comme l'anthropologie de manière empirique externe — à quatre classes de forces organisées causalement actives. »

### Goethe dans le développement ultérieur de l'anthroposophie

#### La théorie de la connaissance goethéenne et l'anthroposophie
L'évolution du discours de Steiner au cours de sa vie conduit certains commentateurs à contester le lien entre les exposés philosophiques et épistémologiques du jeune Steiner et ses écrits ultérieurs dans le cadre de la théosophie et de l'anthroposophie. Cependant, en novembre 1923, soit un peu plus d'un an avant sa mort, Steiner fait éditer à nouveau son premier ouvrage Une théorie de la connaissance chez Goethe en le préfaçant comme ceci, « Ce que j'ai esquissé autrefois avec cette « Théorie de la connaissance chez Goethe » me paraît aujourd'hui aussi important à dire qu'il y a quarante ans. ».
L'imbrication du goetheanisme et de l'anthroposophie n'est pas seulement affirmée par Steiner, mais aussi par ses continuateurs, comme le Professeur Heusser dans son ouvrage Anthroposophie and science, qui expose les bases de la méthode scientifique de l'anthroposophie en s'appuyant sur Goethe et Steiner. D'autres présentations de l'anthroposophie confirme cette filiation de l'anthroposophie avec la démarche goetheenne, comme dans l'article « Rational occultism in Germany: Rudolf Steiner's modernism » de la revue scientifique History of European Ideas : « L'utilisation de Goethe par Steiner a légitimé son ésotérisme en l'ancrant dans une tradition philosophique plus ou moins respectable. En effet, Goethe était un candidat idéal étant donné son intérêt vif et étendu pour les activités ésotériques (en particulier l'alchimie), ce qui rendait la possibilité d'une lecture ésotérique de Goethe envisageable. Steiner trouvait dans l'idéalisme objectif de Goethe un lien entre cultures ésotérique et exoterique. […] Steiner considérait la raison et la pensée systématique comme la base de la connaissance et de la compréhension, et non pas des « expériences mystiques douteuses et autres, qui sont souvent imaginées comme étant plus précieuses que ce que la saine compréhension humaine peut reconnaître face aux résultats de la recherche spirituelle authentique ». La description par Erich Heller des travaux scientifiques et des aspirations de Goethe pourrait très facilement être appliquée à la philosophie de Rudolf Steiner : « Derrière[ses] expériences et résultats scientifiques, présentés de manière détachée, sobre, voire laborieusement pédagogique, on distingue clairement le plan stratégique d'un homme engagé dans une campagne pour rétablir l'équilibre entre raison analytique et imagination créatrice, entre le « simplement concret » et « l'idée ». » Une autre description de l'anthroposophie confirme ce lien, « La science de Goethe, cependant, correspondait assez bien avec le point de vue de Steiner. Comme Goethe, Steiner croyait qu'il fallait comprendre un monde vivant, un monde entier plutôt qu'un monde mort, disséqué. Et comme Goethe, Steiner croyait en un monde spirituel qui interpénétrait le physique. ».
Mais, c'est dans l'introduction des éditions critiques des écrits de Steiner que l'analyse philologique met le plus en évidence la cohérence de l'anthroposophie avec le goetheanisme et l'idéalisme allemand : « Sans l'adaptation de la morphologie de Goethe et de la théorie du développement de Haeckel, la cosmogonie de Steiner, telle que conçue dans sa Science de l'occulte, n'aurait pas été possible. Bien qu'elle s'appuie aussi solidement, comme on le verra encore, sur les cosmogonies théosophiques de Sinnett et Blavatsky, sa conception spécifique ne peut s'expliquer par celles-ci seules, même si cela a été tenté à plusieurs reprises dans la recherche critique sur Steiner. Car sa particularité réside précisément dans la manière dont Steiner a adapté, interprété et modifié ces modèles théosophiques dans le sens de sa compréhension morphologique de la réalité et de sa philosophie idéaliste. » (Einleitung, p. XXX) et plus loin, « Les recherches de Steiner ont tenté à plusieurs reprises de prouver l'existence d'un fossé fondamental entre l'ésotérisme de Steiner à partir de 1902 et ses premiers travaux philosophiques et de l'expliquer comme une "conversion" idéologique de Steiner. Les introductions à cette édition critique, en particulier dans les volumes 5, 6 et 7, ont au contraire souligné la cohésion intérieure qui, malgré tous les changements thématiques, stylistiques et terminologiques de l'œuvre de Steiner, persiste et font apparaître les différentes phases de son développement moins comme des signes de "conversion" et plus comme des étapes d'un développement cohérent. ».

#### Le Conte du serpent vert
Après avoir tenu une conférence sur Nietzsche dans la bibliothèque théosophique à Berlin le 22 septembre 1900 à l'invitation du comte et de la comtesse Brockdorff, c'est à travers une conférence portant sur « Le conte du serpent vert » de Goethe tenue une semaine après, le 29 septembre, que Steiner commence à s'exprimer de manière « ésotérique » : « Je remarquais qu'au sein de l'auditoire il y avait des personnalités portant un grand intérêt pour le monde de l'esprit. Quand on me proposa de tenir une deuxième conférence, je proposais donc le thème: « La révélation secrète de Goethe ». Et dans cette conférence, où je me rattachais au Conte, je fus tout à fait ésotérique. ».
Environ une décennie plus tard, en 1910, alors que des drames de Edouard Schuré ont été joués lors des rassemblements de la Société théosophique les années précédentes, Rudolf Steiner écrit des pièces de théâtre qu'il nomme des « Drames Mystères ». Le premier de ces drames est entièrement basé sur le Conte du serpent vert, comme le montrent ses brouillons: les noms des personnages sont ceux du Conte dans les premières esquisses et la dramaturgie reprend la structure du Conte de manière explicite.

## L'anthroposophie et la science
L'anthroposophie est une pseudoscience, qui nie la scientificité et le matérialisme des sciences.
La vaste majorité des affirmations de l'anthroposophie sont réfutées par les connaissances scientifiques.

### Opposition à la vaccination
L'anthroposophie s'oppose à la pratique de la vaccination. Ainsi, l'anthroposophie est à l'origine d'épidémies de rougeole, comme c'est le cas en Alsace en 2015. Le cas de transmission de rougeole en Allemagne en 2008 depuis une communauté anthroposophique vers la population générale a fait l'objet d'une étude scientifique.

Yves Casgrain, cité par Agence Science-Presse relate : 

« La prémisse est la même en santé : il faut adapter la médecine — perçue comme matérialiste — au corps spirituel et donc ne pas interférer avec notre karma. C’est pourquoi il faut privilégier les médecines douces aux vaccins. »

### Agriculture biodynamique
L'anthroposophie, au travers de la biodynamie, promeut des pratiques non-scientifiques en agriculture, fondées notamment sur une symbolique animale imaginaire (le cerf serait lié au ciel), l'astrologie et la croyance en des « forces cosmiques », le tout issu de l'unique « intuition » de Rudolf Steiner. Par exemple la « préparation 500 », à base de bouse de vache, est censée à la fois « réguler le pH du sol en accroissant celui des sols acides et en atténuant celui des sols alcalins ». Jean-Marc Meynard, chercheur à INRAE et président du conseil scientifique de l'Institut technique de l'agriculture biologique, déclare que cette pratique n’a aucun fondement scientifique, et relève de la pseudo-science.

## Doctrine anthroposophique
Les principaux éléments de la doctrine anthroposophique reposent sur la doctrine théosophique de Helena Blavatsky à laquelle Rudolf Steiner a ajouté des notions issues du christianisme afin de laisser aux théosophes l'orientalisme, et de tenter d'avoir un vocabulaire plus occidental.
La doctrine anthroposophique comporte de nombreux éléments qui lui sont propres : sa propre cosmologie, sa propre astrologie, sa propre agriculture, sa propre pédagogie, sa propre idéologie politique, sa propre vision de la santé, etc.
Selon le CROIR voici les convictions fondamentales des anthroposophes :

« Le monde matériel est une manifestation visible du spirituel qui lui est antérieur. Le but de toute la création est le développement du « Moi » humain. L’humain était spirituellement présent à tous les stades de la création, mais à des niveaux de conscience inférieurs, à l’état de veille. Le corps physique a commencé son développement dans une incarnation antérieure de la terre nommée « Ancien Saturne », un corps céleste fait de pure chaleur. Le corps éthérique, que l’être humain partage avec les végétaux, tire son origine de la phase subséquente, aérienne : l’« Ancien Soleil ». Le corps astral, fait d’émotions, de sensibilité et de rêve, que l’humain partage avec les animaux, s’est développé sur l’« Ancienne Lune », l’état fluidique qui constitue le stade immédiatement antérieur à la « Terre minérale » actuelle.
C’est seulement dans la terre minéralisée, au plus bas de la descente dans la matière, que l’humain a pu développer un Moi, conscient d’être un Moi séparé des autres. Les incarnations successives (réincarnations) ont eu un commencement (la Chute, le péché originel) et auront une fin. Dans le futur, l’homme atteindra le stade de « Jupiter », qui correspond à la Nouvelle Jérusalem des chrétiens. Le moment crucial de la fermeture de l’Abîme de la Bête, marqué par le 666, aura lieu dans une phase subséquente, celle de « Vénus ». Enfin, dans le stade final de Vulcain, l’homme sera devenu un dieu créateur et sera devenu la dixième hiérarchie céleste, celle de la liberté et de l’amour, à la suite des neuf hiérarchies angéliques traditionnelles (inspiré de Denys l’Aréopagite). »

Si on met la science comme unique point de repère pour critiquer l’ésotérisme et l'occultisme, une grande partie des théories de Steiner semblent aujourd'hui datées à la lumière des découvertes scientifiques. Ainsi, « Pour Steiner, Mars serait une planète liquide, la Terre un crâne géant, la Lune un amas de corne vitrifiée, et tricoter donnerait de bonnes dents ; les îles et les continents flotteraient sur la mer, maintenus en place par la force des étoiles ; les planètes auraient une âme ; les minéraux proviendraient des plantes ; les êtres clairvoyants pourraient détecter les athées, car ils seraient forcément malades ; initialement immobile, la Terre aurait été mise en rotation par le « je » humain ».

### Tripartition de l'organisme humain
Un élément central de la conception anthroposophique est la vision de la tripartition de l'organisme humain et de l'organisme social. En 1917, Steiner esquisse cette conception en affirmant qu'elle est le fruit de longues années de recherches. Il commence par présenter la vie psychique de l'être humain en trois éléments : penser, sentir et vouloir. Il affirme que l'être humain n'est vraiment conscient que dans son penser, qu'il rêve dans son sentir et qu'il dort, inconscient, dans son vouloir. Mais l'élément déterminant est qu'il va alors reporter chacune de ces zones psychiques à une partie de l'organisme physique de l'être humain.

### Cosmogonie anthroposophique
La façon de concevoir l'origine de l'univers dans l'anthroposophie se base en partie sur la théosophie de Helena Blavatsky, telle qu'elle est exposée dans la Doctrine secrète. La cosmogonie anthroposophique en est un remaniement fait par Steiner qui l'a simplifiée et rendue plus cohérente en l'enrichissant par ses propres idées.

### Christologie anthroposophique
Avant son adhésion à la Société théosophique, Rudolf Steiner était un philosophe goethéen, idéaliste, immanentiste et athée,. Les notions de Dieu et de Christ étaient absentes de ses idées et pour lui l'ultime réalité était l'esprit.
Vers 1901-1902, Steiner était encore loin d'avoir développé sa christologie fantasmatique, comme le montrent ses premiers cycles d'exposés devant les théosophes de Berlin sur la mystique en 1901 et sur le christianisme et les mystères de l'Antiquité en 1902. Dans cette dernière série de 24 exposés, Steiner présente encore Jésus-Christ comme un initié aux mystères antiques. Ce n'est que peu à peu que Steiner intègre des composantes du christianisme dans sa conception du monde, mais toujours selon ses convenances, et son Christ monte en grade progressivement. Par exemple dans la série de conférences publiée sous le titre de « Théosophie du Rose-Croix », Steiner présente le Christ comme étant le plus élevé des archanges, dans le cycle « Les Hiérarchies spirituelles… », il en fait l'entité la plus élevée de la hiérarchie des Puissances, pour ensuite culminer en le considérant comme le second Logos, c'est-à-dire le Fils de la Trinité chrétienne.
On constate ainsi que c'est surtout après 1907 que Steiner développe massivement ses idées sur le christianisme, lequel prend une place de plus en plus importante dans son corpus doctrinal. José Dupré remarque que cette réintroduction massive d'idées liées au Christ se fait surtout en réaction aux nouvelles orientations qui se développent dans la ST sous la direction de sa présidente Annie Besant et de son mentor C.W. Leadbeater. Vers 1908, Leadbeater prétend avoir découvert un jeune garçon indien qui serait la réincarnation du Christ, le futur instructeur de l'humanité, Alcyone, qui sera connu plus tard sous le nom de Jiddu Krishnamurti.
Ce virage massif vers la mythologie chrétienne est ainsi effectué pour prendre le contre-pied des manigances théosophes avec qui il entre en conflit, conflit qui aboutira à l'exclusion de la section allemande de la Société théosophique en 1913 et à la fondation de la Société anthroposophique. Au cours de ses exposés Steiner insistera tout spécialement sur le fait que le Christ ne pouvait s'incarner qu'une seule fois, car si ce n'était pas le cas cela signifierait qu'il a échoué dans sa mission.
Steiner place le Christ dans l'évolution comme un rédempteur venant sauver l'humanité de l'enlisement dans la matière, et sa mission selon lui était prévue karmiquement depuis des temps immémoriaux. Il prétend dès lors que les initiés de l'Antiquité l'avaient toujours su et qu'ils voyaient spirituellement le Christ s'approcher de la Terre sous l'apparence de leurs dieux solaires : Ahura Mazda, Osiris, Apollon par exemple. Par la suite Steiner développera constamment son histoire en y ajoutant ses nouvelles trouvailles, ce qui le conduira plus d'une fois à des contradictions et à des versions différentes.
Steiner va dès lors s'efforcer de montrer que la venue du Christ en Palestine était prévue et qu'elle avait été préparée de longue date par des initiés aux mystères et les entités spirituelles des hiérarchies. Il n'est pas nécessaire de détailler tous les détails complexes et parfois confus du scénario imaginé par Steiner à cette fin. Disons juste que dans ce scénario, Steiner attribue des rôles à deux enfants Jésus élevés dans deux familles dont la mère est Marie et le père Joseph, qu'il fait intervenir le nirmanakaya du Bouddha, fait se réincarner Zoroastre, et fait remonter les ancêtres de l'un des Jésus à Adam, etc. Précisons que Steiner est adoptianiste, c'est-à-dire que Jésus est devenu le Christ lors de son baptême dans le Jourdain par Jean-Baptiste, et que le Ressuscité serait apparu après la crucifixion à ses disciples dans un corps éthérique densifié, avant de disparaître de leur vue pour devenir l'esprit guide, le Moi, de la Terre afin un jour de la réunir au Soleil qui selon lui est l'astre le plus spirituel de notre système solaire et qui ne contiendrait aucune substance matérielle,. Pour s'opposer à la Société théosophique qui proposait le retour du Christ en la personne du jeune Krishnamurti et pour satisfaire l'attente messianique des membres, en 1910 Steiner a prophétisé le retour du Christ dans le monde éthérique entourant la Terre dès 1930.

### Doctrines raciales
Les doctrines raciales de Rudolf Steiner sont structurellement inhérentes à sa vision du monde qui comprend une évolution hiérarchisée de l'humanité. Dans sa conception de l'évolution humaine, les différents groupes raciaux représentent des stades différents de l'évolution de la conscience et des aptitudes humaines. À chaque époque, il y a des groupes ou des sous-groupes qui ne parviennent pas à suivre l'évolution prévue par les entités spirituelles divines, et qui de ce fait restent à la traîne, comme un résidu. Les êtres qui évoluent normalement forment une nouvelle race, tandis que les retardataires continuent à s'incarner dans des groupes raciaux qui n'ont pas progressé, qui sont restés stationnaires ou même qui ont dégénéré. Ainsi, les Amérindiens, ou encore les Chinois ou les Noirs, seraient des vestiges d'anciens stades d'évolution, des formes raciales dépassées, au sein desquelles s'incarnent des âmes en retard sur l'évolution normale. Les groupes raciaux les plus dégénérés ont complètement disparu. Au fur et à mesure que l'évolution progresse les autres groupes raciaux seraient aussi destinés à s'éteindre, après être devenus de vieux reliquats d'époques antérieures. Pour Steiner, les peuples non blancs ou non « aryens » du monde moderne sont des descendants dégénérés des populations atlantéennes et lémuriennes qui ne sont pas parvenus à progresser vers la race blanche, laquelle serait la plus apte à progresser spirituellement. D'après Steiner les âmes s'incarneraient dans les différentes races selon leurs mérites. À notre époque, une telle conception de l'évolution est considérée comme étant raciste,,,,,.
En 1910, Steiner déplore par exemple « l’effroyable brutalité culturelle que fut la transplantation des Noirs vers l’Europe, [qui] fait reculer le peuple français en tant que race. »

### «Épistémologie» anthroposophique
On peut trouver les travaux philosophiques de Steiner sur la théorie de la connaissance dans trois ouvrages qui sont dans leur version actuelle : Épistémologie de la pensée goethéenne, Vérité et science, et La Philosophie de la liberté. Ces travaux n'ont eu à son époque que peu de retentissement. Steiner espérait grâce à ces travaux décrocher une chaire de philosophie dans une université, notamment celle d'Iéna où avait enseigné Schiller. Il faut néanmoins remarquer que son ouvrage principal qu'est La Philosophie de la liberté a été remanié en 1918,, alors qu'il enseignait l'anthroposophie. Steiner espérait être considéré comme un grand philosophe, mais il fut déçu et en 1900, il était de toute évidence en échec social alors qu'il approchait de la quarantaine. C'est alors que Steiner s'adonna à la théosophie et bien qu'il prétende le contraire, sa conception du monde en fut transformée. En effet, il passe de l'immanentisme au transcendantalisme, de l'athéisme à une sorte de panthéisme, et de l'idéalisme goethéen à une pensée gnostique, dont les contenus sont organisés avec une certaine logique phénoménologique à la manière goethéenne. Dans son œuvre philosophique, Steiner ne considère qu'un esprit immanent, et la notion de Dieu n'intervient pas sinon pour la déconsidérer. Steiner est à cette époque opposé à toute forme de religion instituée dirigeant les consciences, et parfaitement en accord avec la pensée de Nietzsche dans son Antéchrist, comme il le dit lui-même. Par contre, dans son anthroposophie, Steiner remplace l'esprit immanent par un Dieu et un Christ transcendants, et s'étend longuement sur les faits et gestes des entités de hiérarchies célestes intervenant dans l'évolution humaine pour la diriger, sans compter sa démonologie anthropomorphe remplaçant le dualisme qu'implique sa conception de l'esprit originel immanent. Ses théories du karma et de l'évolution fantasmées sont radicalement opposées à l'idéal de liberté qu'il décrivait dans sa philosophie. On peut constater cette transition dans son ouvrage sur la mystique donné initialement sous forme d'exposés aux théosophes de Berlin en 1901. Ce que Rudolf Steiner dit du processus cognitif est en opposition avec celui de sa Philosophie de la liberté. Dans La Philosophie de la liberté, le processus cognitif consiste à ajouter un concept perçu intuitivement à une perception. Ce qui identifie la perception et la rend communicable à d'autres. Par contre dans son ouvrage sur la mystique, il s'agit de transformer la perception intérieurement pour la faire renaître à un niveau plus élevé en soi-même. Et de ce fait, il élargit sa théorie de la connaissance par une sorte d'activité mystique qui est incompatible avec sa propre épistémologie, en décrivant un processus initiatique où la connaissance est obtenue en devenant tout sentiment, tout état d'âme. Autrement dit la porte ouverte à la subjectivité et la plongée dans son propre monde psycho-spirituel incontrôlable. Et c'est bien ce qui s'est passé comme on peut le constater à travers toutes les productions occultisantes qui ont suivi. Ce qui fait que ses travaux sur la théorie de la connaissance ne justifient en rien sa démarche théosophico-anthroposophique ultérieure basée sur une hypothétique clairvoyance, alors qu'il était retombé dans les archaïsmes de la religion de son enfance et dans les arcanes nébuleux de la pensée mythique et ésotérique de l'humanité. Steiner qui se rendait bien compte du saut conceptuel qu'il avait réalisé, a tenté jusqu'à la fin de sa vie de le justifier, mais il n'est jamais parvenu à être vraiment convaincant.
Steiner, et les adeptes de l'anthroposophie, revendiquent la scientificité de l'anthroposophie s'appuyant sur ses écrits relatifs à la théorie de la connaissance. Ces écrits sont nettement antérieurs à l'immersion de Steiner dans la théosophie en 1902. Dans son article « L'anthroposophie est-elle une science », Sven Ove Hannson a montré que l'anthroposophie ne satisfaisait pas les critères qui pouvaient en faire une science. Il conclut que l'anthroposophie n'a rien de commun avec la science.

### Conception de la maladie
Dans l'anthroposophie la maladie est vue comme un message divin lié au karma et à la réincarnation : 

« Steiner, le fondateur de l'Anthroposophie, cet ésotérisme mystique et délirant qui est derrière les écoles Steiner-Waldorf, pensait que les maladies sont envoyées par les Dieux pour nous aider à vaincre nos péchés, dans le cadre de la Réincarnation. Ainsi, un vaccin, en empêchant de faire une maladie que vous devez avoir dans cette vie, sera un handicap dans une prochaine incarnation, car il entrave un processus karmique. »

La non-acceptation de la vaccination par l'anthroposophie pour des motifs liés à la croyance en des réincarnations karmiques est mentionnée dans de nombreux rapports d'enquête, et dans plusieurs pays. Yves Casgrain note lui aussi que dans l'anthroposophie, les vaccins sont mal perçus car ils retarderaient la dette karmique.

### Conception de l'éducation de l'enfant
Selon l'anthroposophie, l'évolution karmique de l'enfant serait un processus lié à des forces surnaturelles : 

« À la fin de la première période de sept ans, les forces « surnaturelles » de croissance ont achevé de construire l'organisme de l'enfant, depuis la pointe des pieds jusqu'à la nouvelle dentition ; ces forces physiques sont désormais « nées », c'est-à-dire qu'elles se métamorphosent en forces d'apprentissage, et l'enfant développe ses sens intérieurs — il est prêt à aller à l'école. Au cours des sept années suivantes, les forces « astrales » encore cachées de l'âme modèlent le monde des pulsions, des passions et des sentiments. Celles-ci se libèrent au moment de la puberté et se métamorphosent en capacité de pensée abstraite et de jugement. Elles aident les forces cachées du moi à atteindre la maturité intellectuelle et sociale qui intervient à la fin de la troisième période de sept ans, au moment de la naissance du moi. »

La formation de l'élève, selon l'anthroposophie, serait en même temps un processus de réincarnation et c'est pour cette raison qu'il serait basé sur des cycles de 7 ans.

L'éducation anthroposophique utilise la doctrine des 4 tempéraments, issue de l'Antiquité : mélancolique, flegmatique, sanguin et colérique : 

« Pour Steiner, un tempérament donné tient à la prépondérance de l'une des quatre forces cosmiques (physique, surnaturel, astrale ou spirituelle) au cours de la réincarnation. L'une des tâches essentielles de l'éducation consiste donc à équilibrer harmonieusement les tendances du tempérament en évitant que l'une d'elles ne prédomine. »

### Conceptions de la vie sociale et politique
L'anthroposophie propose un État dans lequel le spirituel jouirait de la liberté la plus totale. L'éducation, la science, la culture serait soumises à la règle de la liberté du spirituel. La propriété privée et les libertés individuelles y sont revues. Pour le bien commun, toutes les ressources seraient distribuées (par qui et comment, cela n'est pas dit) en fonction du bénéfice pour le bien commun. « À cet égard, le modèle de Steiner s'élève à une variété d'illuminations au sujet de la propriété privée et du management hiérarchique sous le contrôle bienveillant d'une aristocratie spirituelle. »
L'idéologie politique de la tripartition sociale présente à la fois des affinités avec les visions conspirationnistes, antisémites, fascistes et de droite[réf. nécessaire], tout en dénonçant les approches en matière d'autonomie citoyenne, de démocratie économique ou qui visent à contrer le capitalisme ; la sphère économique ne doit jamais être organisée de façon démocratique, selon l'anthroposophie « Steiner prévoyait une méritocratie spirituelle dans laquelle le « plus capable » aurait le contrôle des ressources économiques, et il a violemment rejeté la notion de tempérer cet arrangement par la surveillance communautaire ».
Steiner, qui n'a pas entièrement inventé la tripartition sociale, l'a intégrée dans son système de croyances et en a été le promoteur ardent. Il a tenté de l'utiliser comme moyen politique au service de l'Allemagne pour lui éviter de perdre des territoires en Silésie au profit de la Pologne après la guerre 14-18, mais cela a été un échec.

## Diffusion de l'anthroposophie

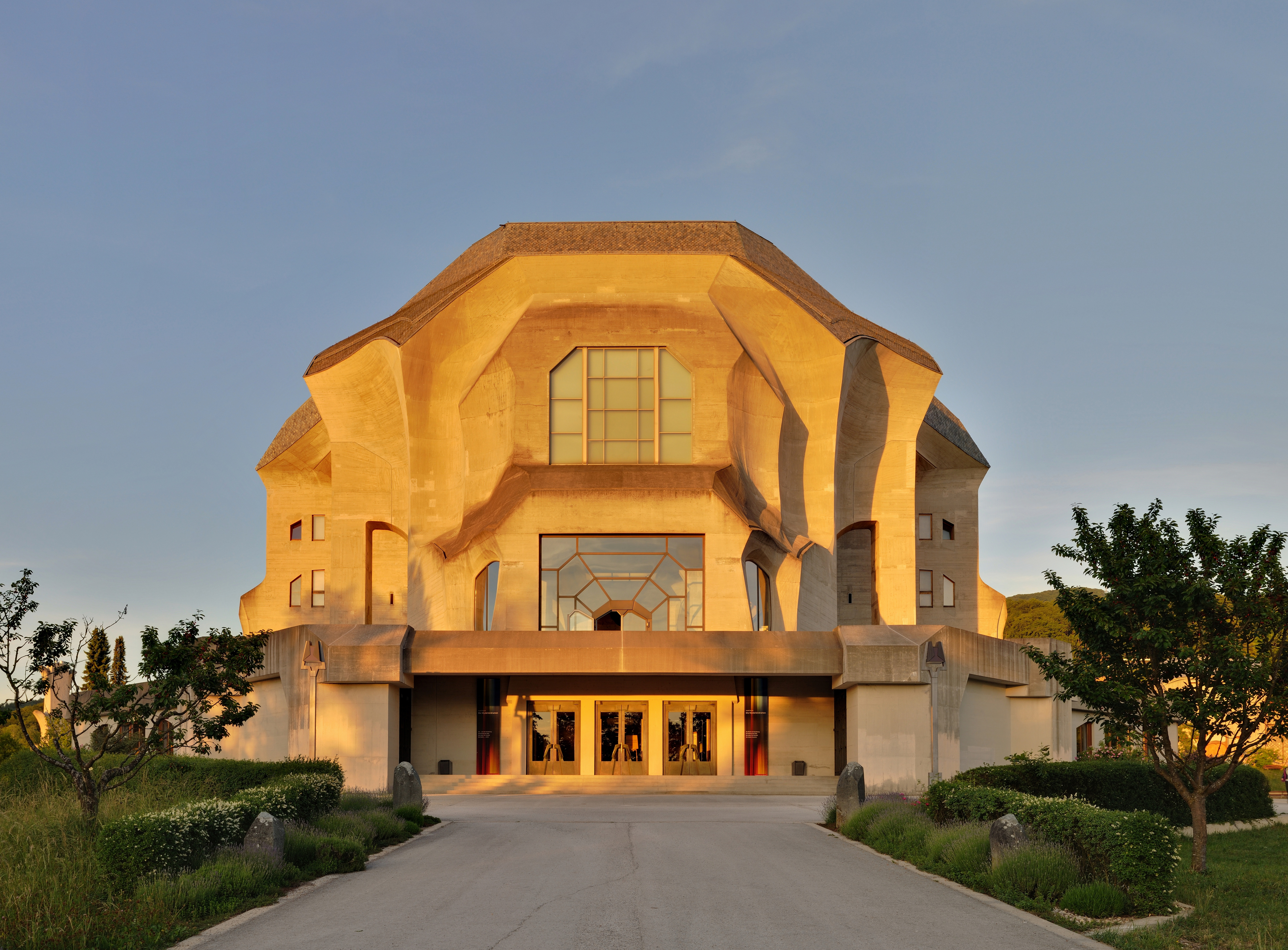
Le Goetheanum de Dornach, siège de la Société anthroposophique.

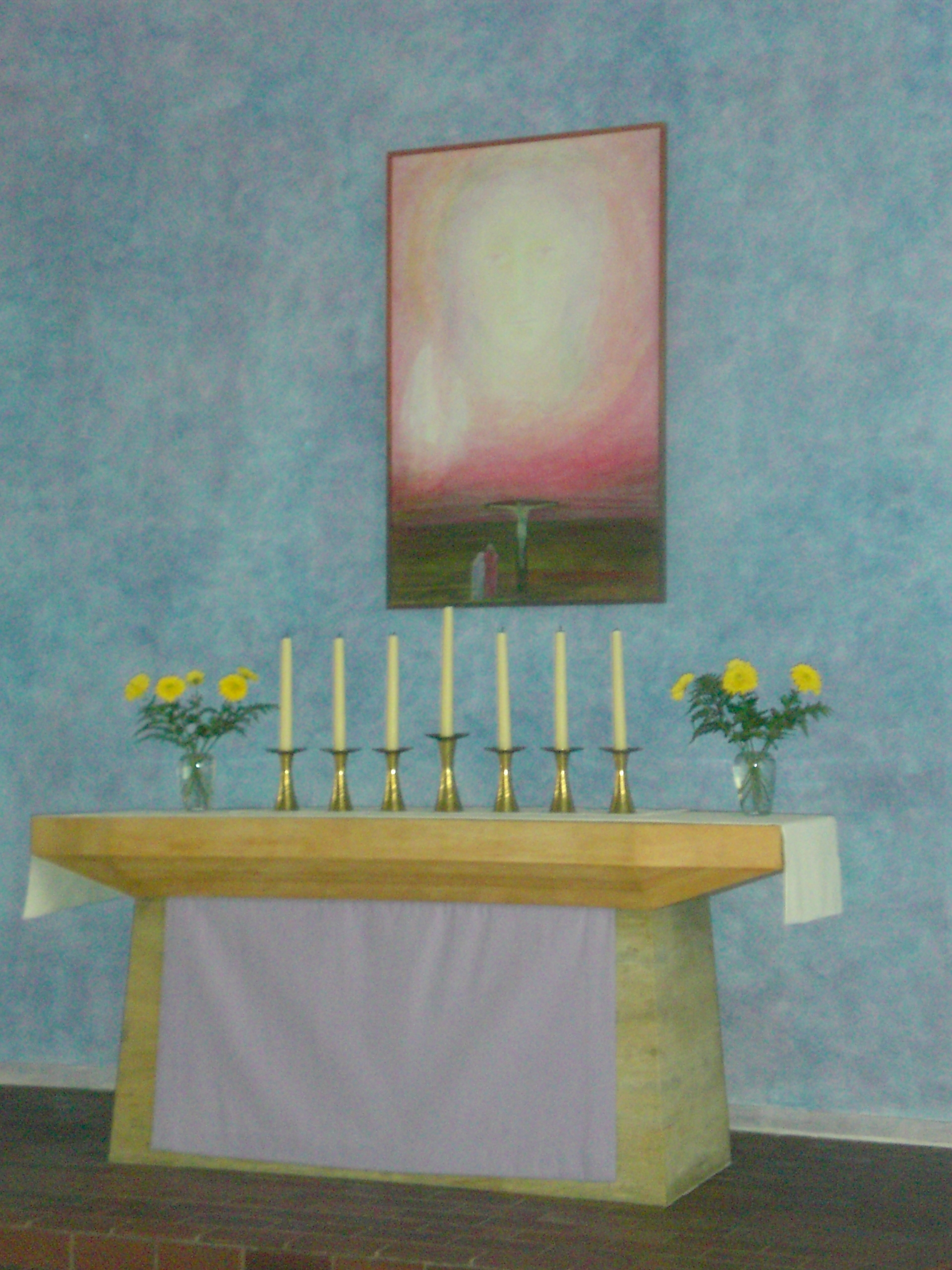
Autel dans une chapelle de la Communauté des chrétiens (Darmstadt).

Rudolf Steiner a théorisé la nécessité de diffuser la doctrine anthroposophique dans toutes les activités sociales par la mise en œuvre concrète de ses idées. Cette volonté s'est traduite de différentes manières :
- la création d'organisations dédiées : la Société anthroposophique universelle (dont le siège social est au Goetheanum), L'Université libre de science de l'esprit (située au Goetheanum), la Communauté des Chrétiens ;
- la création d'associations ou d'entreprises privées qui se revendiquent ou se sont revendiquées de Steiner : dans la parapharmacie avec Weleda (détenue à 33,5 % par la Société anthroposophique universelle et la clinique anthroposophique d’Arlesheim), Wala, et Dr Hauschka Cosmétiques, la création avec Stockmar, l'agriculture avec Déméter et « Les Jardins d'Altaïr », dans le domaine de la finance durable comme GLS, La Nef[95],[96],[97],[98],[99],[100], Triodos, le domaine des jouets avec Ostheimer, des maisons de retraite avec « Maison Oberlin »), ou des colonies de vacances avec « Iona »[6] ;
- le développement de nouvelles pratiques : médecine anthroposophique, eurythmie, gymnastique Bothmer, pédagogie Steiner, mouvement Camphill, art de la parole, méthode de chant Werbeck, agriculture biodynamique.

Par ces différentes institutions sociales, qui créent des ramifications de l'anthroposophie dans tous les secteurs de la société (politique, éducation, finance, alimentation, santé, art, religion…), le mouvement anthroposophe tend à vouloir créer une nouvelle civilisation. Pour une diffusion plus discrète de ses idées et pratiques, il se rapproche aussi du tissu alternatif, écologique, alter-mondialiste, New Age, etc..
En 2017, la Miviludes estimait le nombre d'adeptes de l'anthroposophie à plusieurs milliers en France.
En 2018, l'anthroposophie est devenue, selon les mots du journaliste Jean-Baptiste Malet, une « discrète multinationale de l'ésotérisme », voire « un empire », avec des banques riches de plusieurs dizaines de milliards d'euros, 1 850 jardins d'enfants et 1 100 établissements scolaires Steiner-Waldorf dans 65 pays différents. Les laboratoires Weleda (détenus en majorité par la Société anthroposophique universelle et la clinique anthroposophique d'Arlesheim, voisine du Goetheanum) ont réalisé 401 millions d'euros de chiffre d'affaires en 2017, dont les trois quarts en cosmétiques et un quart en « médecine anthroposophique ». Plus de 3 700 thérapeutes pratiquent la « médecine anthroposophique », la plupart formés à l'université anthroposophique de Witten-Herdecke, qui avec 38 millions d'euros de budget annuel est la première université privée d'Allemagne. Plusieurs milliardaires soutiennent activement l'anthroposophie comme Götz Werner.
La politique n'est pas en reste, puisqu'il existe au parlement européen de Bruxelles un lobby anthroposophique, l'« Alliance européenne d'initiatives pour l'anthroposophie appliquée », Eliant. De plus, « parmi les neuf cents participants à l'assemblée générale de 2018 figure M. Gerald Häfner, cofondateur du parti Die Grünen (Les Verts), élu au Bundestag entre 1987 et 2002, ainsi qu'au Parlement européen de 2009 à 2014. »

### Personnalités liées à l'anthroposophie
- Albert Jacquard, biologiste, généticien, ingénieur et essayiste[102]
- Edgar Morin, sociologue et philosophe[103]
- Françoise Nyssen, éditrice et femme politique[103]
- Jean-Marie Pelt, pharmacien, botaniste et écologue[103]
- Pierre Rabhi, essayiste, romancier, agriculteur, conférencier et écologiste[103]

## Critiques

### Caractère pseudo-scientifique
À l'époque de l'émergence de l'anthroposophie, le physicien Max von Laue écrit en 1922 une critique cinglante de la prétention scientifique de Steiner, particulièrement dans le domaine de la physique.
Pour Michel Onfray, l'anthroposophie est fondée sur la seule « intuition » de son fondateur, qui, s'opposant à la rationalité scientifique, s'évite systématiquement d'avoir à prouver ses affirmations, qui se résument donc à des certitudes auxquelles on n'adhère que par la foi. De fait, une large majorité des affirmations vérifiables de Steiner ont depuis été balayées par les avancées scientifiques. Le chercheur en sciences de l'éducation, René Barbier publie une lettre ouverte en écho à ces critiques pour défendre et promouvoir le travail d'une étudiante intéressée par la pédagogie Steiner-Waldorf dont il a été le directeur de thèse,.

Selon Heiner Ullrich : 

« Le paradoxe de l'anthroposophie est de déclarer comme scientifique ce qui n'est en vérité qu'un mythe de deuxième ordre. Présence universelle du spirituel, symbolique des chiffres, magie de l'analogie, la « logique vivante des images » de Steiner est une tentative de réhabilitation de la pensée mythique et de la vie rituelle dans une civilisation dominée par la science. »

En plus de contenir d'innombrables erreurs scientifiques évidentes même pour son époque, notamment en matière d'astronomie, la pensée de Rudolf Steiner se contredit couramment. Par exemple, il affirme tout à la fois qu'Uranus et Neptune sont des planètes qui n'appartiennent pas au système solaire, qu'elles y sont entrées bien après sa naissance, et qu'elles sont nées en se séparant de la Terre. Autre exemple, d'après lui le Soleil n'est pas constitué de matière et ne produit aucune lumière mais est constitué de gaz qui se transforme en lumière ensuite émise vers l'extérieur, se nourrit de comètes et est l'origine productrice de celles-ci.
La recherche d'un moteur mû par les forces spirituelles éthériques a été reprise par l'École de Science de l'Esprit, la section de recherches du Gœtheanum, le siège de la Société anthroposophique universelle de Dornach (Suisse),. Steiner avait en effet plusieurs fois évoqué le moteur de Keely, affirmant que sa réussite dépendrait de la qualité morale de l'expérimentateur. Il avait introduit lui-même un appareil similaire, le moteur de Strader, dans un de ses « Drames-Mystères ». De 1991 à 2011, et avec divers supports financiers (dont celui du laboratoire anthroposophique Weleda), le laboratoire Anthro-Tech fonctionna en Suisse, blindé de feuilles de cuivre et de nickel comme un vaisseau spatial, sous la direction de Paul Emberson. Les mécènes lui reprochèrent d'avoir négligé le moteur de Keely, et ils l'accusèrent finalement de fraudes. Il installa alors dans le château écossais de Torosay son Center for Moral Technology, destiné à perfectionner son propre appareil dénommé « Harmogyra », encore en balbutiements : « Est-ce qu'une Harmogyra qui serait en résonance d'un côté avec les vibrations de l'âme humaine, pourrait être construite de sorte à avoir un centre neutre, par lequel elle entrerait aussi en résonance, avec les résonances de l'éther cosmique travaillant à la périphérie ? » Il y traiterait aussi les personnes électrosensibles.

### Enseignement
En France, le rapport 2000 de la Mission interministérielle de lutte contre les sectes présentait une étude de cas sur « la « galaxie » anthroposophique ». Dans celui-ci, la mission pointait le risque de dérive sectaire de nombreux avatars modernes du mouvement anthroposophique (souvent revisités à travers une influence New Age), et notamment de son emprise éducative via des écoles privées hors contrat comme les écoles Steiner-Waldorf, où est fait le constat préoccupant que « les enseignants ne seraient pas recrutés pour leur formation intellectuelle et pédagogique, mais pour « leur parcours qualifiant de vie ». L'anthroposophie s'intéresserait, au moins en intention, à tous les domaines et notamment la médecine, l'éducation, l'alimentation et jusqu'à la banque. Ce rapport pointe également l'imposition de choix médicaux à risque (notamment le refus de la vaccination ou l'utilisation de médecines non conventionnelles) ou une tendance à l'isolement du reste de la société.
Début 2015, les écoles Steiner des États-Unis sont dénoncées par la presse nationale comme ayant les taux d'exemption de vaccination les plus hauts dans leurs états respectifs,,,.
En Grande-Bretagne, un rapport de 2010 du gouvernement britannique notait que les écoles Steiner devaient être considérées comme des « populations à haut risque » et des « communautés non-vaccinées » par rapport au risque pour les enfants de contracter la rougeole et de contribuer aux épidémies.
Au Québec, l'Agence Science-Presse a publié un dossier composé de deux articles concernant les risques pour la santé publique que représentaient les doctrines anthroposophiques,. Yves Casgrain, présentement à la rédaction d'un livre sur les écoles Steiner et l'anthroposophie affirme que « Les familles ne sont pas toujours au courant mais l’école est un terrain propice à l’implantation de cette religion d’un nouveau genre où les vaccins sont mal perçus car ils retardent la dette karmique des individus. ».
En 2014, en France le rapport au Premier ministre de la commission de l'Assemblée nationale sur les dérives sectaires mentionnait : « des pratiques éducatives défavorablement connues de la Miviludes (la page Facebook du « Printemps de l’éducation » fait de la publicité pour la pédagogie Steiner), ainsi que des techniques qui, à l’instar de ce qui se passe pour la formation professionnelle, sont issues des psychologies alternatives New Age et sont loin d’offrir toutes les garanties de sérieux ».

### Croyances et doctrines racistes
L'anthroposophie s'est développée sur un terreau idéologique clairement pangermaniste, et il est difficile de savoir dans quelle mesure Steiner s'en est réellement écarté dans l'élaboration de sa doctrine.
L'anthroposophie et le nazisme sont deux contemporains aux relations complexes, qui partagent de nombreuses sources culturelles. Selon l’historien des idées Stéphane François, auteur de plusieurs ouvrages sur l’ésotérisme et l’écologie politique, « L’anthroposophie a un discours sur la race, Steiner était un enfant de son siècle, il considérait que la race était un moteur de l’histoire. Des anthroposophes ont été persécutés par les nazis, mais il y a aussi des nazis qui étaient fascinés par l’anthroposophie, et non des moindres : Rudolf Hess, Walther Darré, Himmler ». De nos jours, la postérité de Steiner entretient une certaine porosité avec plusieurs mouvances d'extrême-droite[source insuffisante], bien que Steiner lui-même n'ait jamais connu le nazisme et n'ait donc jamais pu s'exprimer sur ce sujet.
L'anthroposophie et plusieurs de ses branches, dont la biodynamie trouvèrent une bonne réception dans le nazisme. Les idéologies étant affinitaires sur de nombreux points centraux, plusieurs anthroposophes ont eu des postes importants dans les institutions nazi, et l’historien Peter Staudenmaier (professeur à l’université Marquette, Wisconsin) explique que « L’ampleur des imbrications, au niveau des organisations et des personnes, entre la Société anthroposophique et le NSDAP, était suffisamment importante pour préoccuper la faction antiésotérique des nazis ». En particulier, les usines Weleda tournèrent à plein régime pendant la Seconde Guerre mondiale, recevant d'importantes commandes du pouvoir nazi. L'entreprise fournit même des traitements naturopathiques pour des expériences de torture au camp de Dachau, où l'un des dirigeants de l'entreprise anthroposophique, Franz Lippert, fut muté sur demande 1941 (avec le grade d'officier SS) avec son élève Carl Grund pour mener des expériences supervisées par Himmler. Selon le même historien, « Après-guerre, les anthroposophes sont simplement retournés à leurs affaires et ont étouffé toute discussion sur les aspects les plus sombres de leur passé. De nombreux anciens nazis ont fait carrière dans l’anthroposophie après 1945 ».
Des accusations de racisme, se fondant sur certains écrits de Rudolf Steiner, ont été formulées aux Pays-Bas, aux États-Unis, en Allemagne et en France. Concernant « d'innombrables écrits ou propos de conférence diffus et souvent répétitifs » attribués à Steiner, un rapport de la MILS s'interroge sur « certaines de ses allégations pouvant supposer la promotion d'idées élitistes ou pire, à travers de multiples propos sur le sang et la race, susceptibles d'être interprétées comme racistes. Exposées publiquement aujourd'hui, ces opinions pourraient faire l'objet en France de procédures judiciaires, en vertu des articles 225.1 et suivants du Code pénal. ».
Selon Paul Ariès, ce serait le groupe GEMPPI qui est responsable d'avoir débusqué « les croyances et les doctrines racistes de Rudolf Steiner ». Le GEMPPI affirme que l'anthroposophie se base entre autres sur des croyances racistes et que cela demeure problématique, elle souligne cependant que ce fait mène rarement à des comportements racistes, hormis de rares cas dans des écoles Steiner.
Élisabeth Feytit, journaliste et auteure d'une enquête sur les établissements Steiner, avertit : « Il y a clairement des enfants moins bien traités, notamment s'ils sont roux ou non blancs. […] L'anthroposophie est issue notamment du théosophisme de Mme Blavatsky qui prône dès le départ les différences raciales. Pour Steiner, il y a des races dominantes aux différentes étapes de l'humanité. Selon lui, aujourd'hui, c'est la race aryenne qui domine. C'est comme si les autres avaient loupé le coche. Il y a des enfants non blancs dans les écoles Steiner-Waldorf, mais on les considère comme moins évolués que les Blancs ».

### Risque de dérive sectaire
En France, le « Rapport parlementaire français sur les sectes et l'argent » de 1999, sous la direction de Jacques Guyard, qualifie l'anthroposophie de « mouvement sectaire important ». À la suite d'une intervention télévisée, plusieurs associations du mouvement anthroposophique portent plainte contre Jacques Guyard, qui est d'abord condamné en première instance pour diffamation le 21 mars 2000 pour avoir qualifié de secte à la télévision le mouvement anthroposophe, en ayant « formulé des accusations à la télévision contre un mouvement au sujet duquel il n'était pas en mesure de justifier d'une enquête sérieuse ». Il est relaxé en appel en 2001 car la Cour d'appel juge que, si les propos en question tenus à la télévision étaient bien « diffamatoires », Jacques Guyard était de « bonne foi » et « le juge n'est pas lié par les conclusions d'une Commission d'enquête et ne peut donc pas se prononcer sur la qualité des investigations menées par l'enquêteur ». Par ailleurs, la Cour relève que l'anthroposophie inspirerait un mouvement « considéré comme une secte non seulement par la commission d'enquête française, mais aussi par une commission d'enquête belge, un rapport des Renseignements généraux de 1997 et les spécialistes du mouvement sectaire ».
Une association de défense des familles victimes de sectes (l’Unadfi) se fait l'écho en 2011 du témoignage de Grégoire Perra, ancien élève d'écoles Steiner, sur le « processus d’endoctrinement » de celles-ci, auteur du blog d'investigation « La Vérité sur les écoles Steiner-Waldorf ». Le lanceur d'alerte et ex-anthroposophe Grégoire Perra est l'un des principaux critiques du mouvement en France. Aux États-Unis, l'association People for Legal and Non-Sectarian Schools, constitué d'anciennes victimes, mène une démarche similaire.
En 2015, l'Université d'Avignon et des pays de Vaucluse, sous l'impulsion de Philippe Ellerkamp qui en deviendra le Président la même année, propose un diplôme universitaire spécialisé en pédagogie Steiner-Waldorf. Cette formation n'est pas reconduite l'année suivante.
En mai 2017, à l'occasion de la nomination de Françoise Nyssen au ministère de la culture, Jean-Luc Mélenchon s'émeut de « ses liens avec un mouvement sectaire », en référence à ses relations avec le mouvement anthroposophe. Elle est notamment la fondatrice de l'école hors contrat « Domaine du possible », sise à Arles, dont la pédagogie est basée sur les principes développés par Steiner. Le journaliste Jean Baptiste Malet, du Monde Diplomatique, a révélé que le rituel annuel anthroposophique la « spirale de l’Avent », une cérémonie initiatique réalisée en présence de tous les membres de l'école, a été tenu au « Domaine du possible » sans que les parents ne soient prévenus. En 2017, le rapport de la Miviludes qualifie l'organisation de « mouvement philosophico-religieux ». 
Sur décision de la Cour administrative d'appel de Paris du 7 décembre 2017 et du Tribunal administratif de Paris du 20 avril 2018, « les mentions concernant la fasciathérapie et celles concernant la médecine anthroposophique sont supprimées du guide Santé et dérives sectaires de la Miviludes »
En 2020, le Ministère de l'Intérieur déclare à la suite de son absorption de la Miviludes qu'il « n'est question d'abaisser le niveau de vigilance (y compris sur l'anthroposophie) ». Le rapport d'activité 2018-2020 mentionne l'anthroposophie et ses déclinaisons :« médecine anthroposophique, école Steiner-Waldorf, produits cosmétiques bio Weleda, agriculture biodynamique, financement coopératif NEF ».
En 2022, l'anthroposophie est une fois de plus pointée du doigt dans le rapport annuel de la Miviludes, ayant fait l’objet, en 2021, de 31 signalements, soit presque autant que les 35 signalements de la scientologie. Le rapport cite notamment « les médecins qui prônent le traitement des cancers par le gui » et « les écoles dont les pratiques et la pédagogie peuvent donner lieu à une forme d’endoctrinement ». L'anthroposophie a fait aussi l'objet de 8 des 31 demandes de presse auprès de la Miviludes. Son fonctionnement est décrit dans une section de 5 pages accompagnée d'une page de recommandation destinée aux parents souhaitant inscrire leurs enfants dans une structure alternative.

#### Ouvrages
- Paul Ariès, Anthroposophie : enquête sur un pouvoir occulte, Villeurbanne, Golias, 2001, 288 p. (ISBN 978-2-914475-19-8, BNF 37640058)
- Christian Bouchet, Rudolf Steiner, Éditions Le Camion Noir, 2016
- Christian Bouchet, L'Anthroposophie, Éditions Le Camion Noir, 2017
- José Dupré, Rudolf Steiner, L'anthroposophie et la liberté, La Clavellerie, 2004 :

1. ↑  Ch.2, p. 41.
2. ↑  Ch.5, p. 87-96.
3. ↑  Ch.9, p. 180-187 .
4. ↑  Ch.12, p. 312 à 318, 367 notamment.
5. ↑  Ch.2, p. 40.
6. ↑  , ch. 9, page 181.
7. ↑  Ch. 2, 3, 5, 14.
8. ↑  chap. 11.

- Geneviève et Paul-Henri Bideau, Une biographie de Rudolf Steiner, Éditions Novalis, 1997 :

1. ↑  p. 119.
2. ↑  p. 99.

- Léonce de Grandmaison et Joseph de Tonquédec, La Théosophie et l'Anthroposophie, Éd. Gabriel Beauchesne et ses fils, Paris, 1939 :

1. ↑  La Nouvelle Théosophie, chap. 2, p. 136.

- René Guénon, Le Théosophisme, histoire d'une pseudo-religion, Paris, Nouvelle Librairie nationale, 1921 ; rééd. Éditions Traditionnelles, Paris, 1986
- Andreï Biély, Souvenirs sur Rudolf Steiner, L'Âge d'Homme, 2004
- Serge Hutin, Rose-Croix d'hier et d'aujourd'hui, Louise Courteau, 1997
- Jean Servier, Dictionnaire de l'ésotérisme, Presses universitaires de France, 2013
- Sous la direction de Jean-François Mayer et Reender Kranenborg, La Naissance des nouvelles religions, Chêne-Bourg/Genève, Georg, 2004
- Massimo Introvigne, Le New Age des origines à nos jours. Courants, mouvements personnalités, Paris, Dervy, 2005
- Antoine Faivre, Accès de l'ésotérisme occidental, Paris, Gallimard, 1982
- Gary Lachman, Rudolf Steiner : une biographie, Actes Sud, Arles, 2009

#### Articles
- Perspectives : revue trimestrielle d’éducation comparée, (Paris, UNESCO : Bureau international d’éducation), Rudolph Steiner, vol. XXIV, no 3/4, 1994 (91/92), p. 577-595
- Mireille Descombes, Au Goetheanum, cœur de l'univers anthroposophe, Le Temps, juillet 2018
- Denis Müller, « L'anthroposophie de Rudolf Steiner et son approche de la réincarnation », Réincarnation et foi chrétienne,‎ 1986
- Françoise Hildesheimer, « Rudolf Steiner : un gourou entre science et foi », Notre histoire, no 2263,‎ 1988
- Loïc Chalmel, « Rudolf Steiner : De La Philosophie de la liberté à une pédagogie de l’autonomie », Revue germanique internationale, 23 | 2016, 159-175.
- Jean-Baptiste Malet, « L’anthroposophie, discrète multinationale de l’ésotérisme : Éducation, santé, agriculture, banques : les bonnes affaires des disciples de Rudolf Steiner », Le Monde diplomatique, no 772,‎ 2018, p. 16-17 (lire en ligne)

##### Publications universitaires
- (en) Geoffrey Ahern, « Double profanity, or towards the explicit : Eighteen anthroposophists and a researcher », Religion, no 12,‎ 1982, p. 131-147 (DOI 10.1016/0048-721X(82)90024-0)
- (en) Peter Staudenmaier, Between Occultism and Fascism : Anthroposophy and the Politics of Race and Nation in Germany and Italy, 1900-1945 (thèse de doctorat de philosophie), Faculty of the Graduate School of Cornell University, 2010 (lire en ligne)
- (en) Peter Staudenmaier, Between occultism and Nazism : anthroposophy and the politics of race in the fascist era, Leiden, Brill, 2014, 420 p. (ISBN 978-90-04-27015-2, BNF 43749383)
- (en) Bruce Uhrmacher, « Uncommon Schooling: A Historical Look at Rudolf Steiner, Anthroposophy, and Waldorf Education », Curriculum Inquiry, vol. 25, no 4,‎ 1995, p. 381-406 (DOI 10.1080/03626784.1995.11076190)
- Tim Rudbøg, H. P. Blavatsky’s Theosophy in Context: The Construction of Meaning in Modern Western Esotericism, Exeter: PhD thesis, The University of Exeter, 2013
- Andreas Kilcher, Constructing Tradition: Means and Myths of Transmission in Western Esotericism (Aries Book), Leiden, Brill 2010
- (de) Christian Clement, Rudolf Steiner et Eckart Förster, Rudolf Steiner : Schriften. Kritische Ausgabe/ Band 2 : Philosophische Schriften : Wahrheit und Wissenschaft. Die Philosophie der Freiheit, Stuttgart-Bad Cannstatt, Frommann-holzboog, 14 décembre 2015 (ISBN 978-3-7728-2632-0, BNF 45513478)
- (de) Christian Clement, Rudolf Steiner et Alois Maria Haas, Schriften : Kritische Ausgabe (SKA), Band 5 : Schriften über Mystik, Mysterienwesen und Religionsgeschichte, Stuttgart-Bad Cannstatt, Frommann-Holzboog/ Rudolf Steiner, 29 août 2013 (ISBN 978-3-7728-2635-1, BNF 43768917)
- (de) Christian Clement, Rudolf Steiner et Egil Asprem, Rudolf Steiner : Schriften. Kritische Ausgabe/ Band 6 : Schriften zur Anthropologie : Theosophie – Anthroposophie. Ein Fragment, Stuttgart-Bad Cannstatt, Frommann-holzboog, 30 novembre 2016 (ISBN 978-3-7728-2636-8, BNF 45315232)
- (de) Christian Clement, Rudolf Steiner et Gerhard Wehr, Rudolf Steiner : Schriften. Kritische Ausgabe/ Band 7 : Schriften zur Erkenntnisschulung : Wie erlangt man Erkenntnisse der höheren Welten? Die Stufen … und erkenntniskultischer Arbeit, Stuttgart-Bad Cannstatt, Frommann-holzboog, 13 novembre 2014 (ISBN 978-3-7728-2637-5, BNF 43898694)
- (de) Christian Clement, Rudolf Steiner et Wouter J. Hanegraaff, Rudolf Steiner : Schriften. Kritische Ausgabe/ Band 8,1-2 : Schriften zur Anthropogenese und Kosmogonie : Fragment einer theosophischen Kosmogonie – Aus … – Die Geheimwissenschaft im Umriss, Stuttgart-Bad Cannstatt, Frommann-holzboog, 15 janvier 2018, 787 p. (ISBN 978-3-7728-2638-2, BNF 45513484)
- (en) Robert Sumser, « Rational occultism in fin de siècle Germany: Rudolf Steiner's modernism », History of European Ideas, vol. 18, no 4,‎ juillet 1994, p. 497–511 (ISSN 0191-6599 et 1873-541X, DOI 10.1016/0191-6599(94)90082-5, lire en ligne, consulté le 23 novembre 2018)
- (de) Peter Heusser, Anthroposophy and Science, Peter Lang GmbH, Internationaler Verlag der Wissenschaften, 1743DOI 10.3726/978-3-653-06753-8
- (de) Sijmons, Jaap Gerhard., Phänomenologie und Idealismus : Struktur und Methode der Philosophie Rudolf Steiners, Schwabe, 2008, 464 p. (ISBN 978-3-7965-2259-8, 3796522599 et 9783796522635, OCLC 884393531)